# Memphis-Misraïm-Ritus
Der Memphis-Misraïm-Ritus, auch Alter und Primitiver Ritus von Memphis-Misraïm ist ein 1876 von dem britischen Okkultisten John Yarker gegründeter irregulärer freimaurerischer Ritus, der sich aus dem Memphis-Ritus (mit 92 Graden) und dem Misraïm-Ritus (mit 90 Graden) zusammensetzt. 1902 erteilte Yarker dem deutschen Okkultisten Theodor Reuß ein Patent für den „Orden der alten Freimaurer vom Memphis- und Misraïm-Ritus“ für das Deutsche Reich. Rudolf Steiner war 1906 bis 1914 Souveräner General-Großmeister in Deutschland.

## Vorgänger

### „Ägyptische Freimaurerei“ Cagliostros

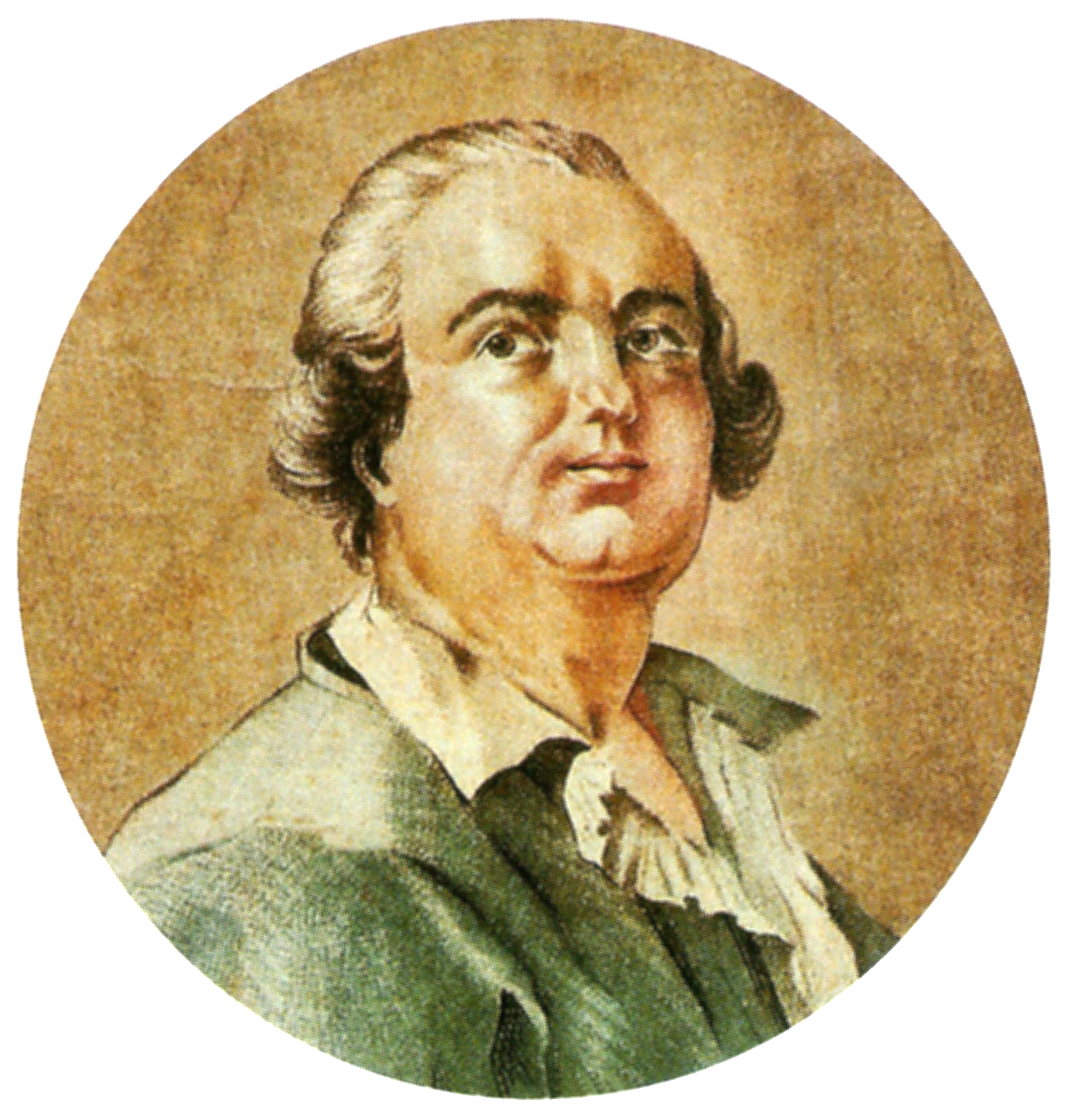
Der Okkultist und Hochstapler Cagliostro erfand den „ägyptischen Ritus“

Im 18. Jahrhundert erfand der italienische Okkultist Alessandro Cagliostro, der sich als Graf ausgab und ein begabter Hochstapler und Scharlatan war, den ägyptischen Ritus. Das Lehrsystem des 90 Grade umfassenden ägyptischen Ritus (Rite ègyptienne) war ein buntes Potpourri aus altägyptischem, jüdischem, christlichem und hermetischem Gedankengut. Es gilt als gesichert, dass die Begründer des Misraïm-Ritus, die drei jüdischstämmigen Brüder Bédarride, um 1800, während des Italienfeldzugs Napoleon Bonapartes, mit dem System der ägyptischen Riten in Berührung kamen. Cagliostros System der „Ägyptischen Freimaurerei“ (Memphis-Misraïm) wurde noch in den 1960er Jahren in einigen Ländern praktiziert.

### Misraïm-Ritus
Der Misraïm-Ritus ist ein irreguläres, freimaurerisches System mit 90 Graden, der 1805 von einigen Franzosen in Italien ersonnen wurde, die keine Aufnahme in den Obersten Rat des Schottischer Ritus (A.A.S.R.), eines damals populären freimaurerischen Hochgradsystems, gefunden hatten. Der Ritus wird auch als ägyptischer Ritus bezeichnet. Als Quelle für das Gradsystem und die Rituale diente der 1731 in Paris erschienene Roman Séthos, Histoire ou Vie des Abbé Jean Terrason. Verfasser des Ritus soll der mailändische Freimaurer Charles Lechangeur gewesen sein, der sich selbst zum Ordensführer ernannte und die Grade gewinnbringend verkaufte. Einige „ägyptische“ Grade bestanden schon vor 1800, allerdings deutet eine Textanalyse auf Alessandro Cagliostro als Urheber hin, der erfundene „ägyptisierende“ Zeremonien popularisierte und deren Herkunft aus antiken Kulten postulierte. Ab 1814 wurde der Ritus federführend von den drei Brüdern Michel, Marc und Joseph Bédarride aus Avignon auch in Frankreich geschäftstüchtig popularisiert (Michel Bédarride war bei der Napoleonischen Armee in Italien mit Armeelieferungen beschäftigt). Die drei Bédarrides ernannten sich zu Absoluten Großkonservatoren und behaupteten, der Misraïm-Ritus wäre die ursprüngliche Quelle aller freimaurerischen Riten. Die 90 Grade waren in vier Serien und 17 Klassen eingeteilt, darunter philosophische, mystische und hermetisch-kabbalistische Grade. In der Legende des Ordens spielte der Namenspatron des Ritus, Misraïm, eine große Rolle. Nach Gen 10,6  war er der zweite Sohn des biblischen Ham, des jüngsten Sohnes von Noach; er steht für Ägypten. Ihm dichtete man nun die Begründung der Geheimlehre von Isis und Osiris an, die er schon vom biblischen Adam übertragen bekommen habe, der sie wiederum direkt von Gott habe, womit man alle historisch belegbaren Fakten hinter sich ließ. Marc Bédarride schrieb diese Legende der Ordensgeschichte in seinem 850 Seiten umfassenden Werk De l'ordre maçonnique de Misraïm nieder, das 1845 erschien. Die erste Loge in Paris nannte sich L’arc en ciel.
Mehrere Versuche, freundschaftliche Bande zum Grand Orient de France zu knüpfen, scheiterten. 1817 bezeichnete dieser den Misraïm-Ritus als Winkelmaurerei und verbot jeden Kontakt. Ab 1850 stagnierte die Entwicklung, Joseph Bédarride ging bankrott. Nach zwischenzeitlichen Verboten bestand der Orden 1899 nur noch aus den beiden Oberleitern, die ihn schließlich mit dem Memphis-Ritus verschmolzen.

### Memphis-Ritus
Der Memphis-Ritus ist ein irreguläres freimaurerisches System mit 92 Graden, das 1839 von zwei Franzosen namens Marconis und Mouttet erfunden wurde. Die beiden gaben sich als direkte Nachfolger der Ritter von Jerusalem und der Rosenkreuzer-Brüder des Orients aus. Der Ritus, auch Ägyptischer Ritus und Orientalischer Freimaurerorden von Memphis genannt, entstand als Konkurrenzsystem zum Misraïm-Ritus und wurde laut Darstellung des Internationalen Freimaurer Lexikons (2000) bereits 1814 von dem Abenteurer Samuel Honis aus Kairo in Frankreich propagiert. Nach dessen Angaben soll der Orden auf den Alten und Primitiven Orden von Memphis zurückgehen, den griechische Eingeweihte angeblich schon 1060 v. Chr. nach Kleinasien gebracht haben sollen. Zu Beginn unserer Zeitrechnung habe dann ein gewisser Ormus, der von dem Evangelisten Markus zum Christentum bekehrt worden sein soll, die ägyptischen Priestermysterien mit denen des Christentums vereinigt und den Rosenkreuzergrad begründet. Englische Kreuzfahrer, die sonst nicht weiter bekannten „Ritter von Palästina“, hätten den die altägyptischen Maurerweisheiten bewahrenden Orden schließlich nach Schottland gebracht und die Großloge von Schottland gegründet. 1815 stiftete eine Gruppe um Honis, Gabriel-Mathieu-Marconis de Nègre und dem Baron Dumas die Loge Les disciples de Memphis, deren Großmeister Marconis wurde. Sie erlosch nach einem Jahr und wurde 1838 wiederbelebt. Im Anschluss wurde die Großloge Osiris in Paris gegründet, der Marconis Sohn, Jacques-Etienne-Marconis vorstand, ein aus dem Misraïm-Ritus ausgestoßener Freimaurer, der den Memphis-Ritus auf 95 von orientalischer Mystik durchsetzte Grade aufstockte und an Interessenten verkaufte.
1841 musste der Ritus, der bereits Anhänger in mehreren Ländern gefunden hatte, auf polizeiliches Geheiß seine Arbeit einstellen. 1848 wurde die Tätigkeit mit der Gründung der Kapitelloge Les Sectateurs de Ménès in Paris wieder aufgenommen. Marconis ließ sich von den Adepten für die Aufnahme in höhere Grade bezahlen, was den Statuten des Ordens widersprach. 1851 wurde der Orden erneut verboten, konnte aber seine Tätigkeit in England fortsetzen. 1853 wurde die Tätigkeit auch in Paris wieder aufgenommen. Es folge eine Expansion in mehrere Länder und die Grade wurden auf 97 erhöht. In den Folgejahren erfolgte eine Angliederung an den Grand Orient de France, der jedoch die Grade des Memphis-Ritus nicht anerkannte.
Zwischenzeitlich wurde der Memphis-Ritus von Harry J. Seymour in den Vereinigten Staaten und durch John Yarker in England verbreitet. Einige Niederlassungen verschmolzen ihn mit dem Misraïm-Ritus.

## Geschichte

### Gründung
Am 28. April 1876 gliederte der Okkultist John Yarker den Misraïm-Ritus dem Souveränen Sanktuarium für Großbritannien und Irland des Memphis-Ritus an, der 1872 gegründet worden war. Nach seinem Ausscheiden aus der regulären Freimaurerei hatte er mehrere eigene irreguläre Freimaurer-Systeme gegründet und sich als Lieferant von Gründungsdiplomen betätigt. Yarker bezeichnete sich als „Groß-Hierophant des Memphis-Misraïm-Ritus“ und behauptete, diesen Titel von dem italienischen Freiheitskämpfer Giuseppe Garibaldi erhalten zu haben. In Wirklichkeit hatte er den Ritus am 8. Oktober 1872 von Harry J. Seymour erhalten. Als Vertreter für das Deutsche Reich benannte Yarker den deutschen Okkultisten Theodor Reuß. Seymour wird später von einer Art amerikanischem Obermaurergericht, dem Supreme Council, wegen Treuebruch ausgestoßen.
Der Misraïm-Ritus blieb zwar weiterhin im Sanktuarium autark, seine Grade wurden jedoch nach einem bestimmten Schema nur den Trägern der Memphis-Grade erteilt. Yarkers Organisation bekam 1902 ein Patent für ein Sanktuarium erteilt, das sich „Orden der Alten Freimaurer vom Memphis- und Misraïm-Ritus von Deutschland“ nannte, dessen „General-Großmeister“ Reuß die beiden Riten nach geraumer Zeit wieder voneinander trennte und vermarktete. Da der Memphis- und der Misraïm-Ritus auch vor Reuß’ Trennung nicht zusammen bearbeitet worden waren, kann man nach dem Internationalen Freimaurer-Lexikon nicht von einem „Memphis- und Misraïm-Ritus“ sprechen, was landläufig oft getan wird.

### Reuß vermarktet die MM-Patente
Theodor Reuß kaufte von Yarker 1902 die Patente für den „Alten Primitiven Ritus von Memphis (95°)“ und den „Ägyptischen Ritus von Misraïm (90°)“, vereinigte diese beiden Organisationen zum „Alten und Primitiven Ritus von Memphis und Misraïm“ und erhielt von Yarker die Vollmacht zur Einführung der Vereinigten Schottischen, Memphis- und Misraïm-Maurerei in Deutschland. In Reuß’ Memphis-Misraïm-Ritus hat der Rosenkreuzer-Grad keinen christlichen Charakter und wird stattdessen mystisch-gnostisch gedeutet, wobei die restlose Deutung den Graden VII°, VIII° und IX° vorbehalten ist.
In der Folge des Pariser Spiritistenkongresses 1908 im Tempel des Droit Humain wurde der Memphis-Misraïm-Ritus in Frankreich neu konstituiert: Am 24. April 1908 gründete Reuß auf dem Pariser Kongress glaubensorientierter Freimaurer einen „Souveränen Generalgroßrat des Ritus Memphis-Misraïm für Frankreich“. Als Großmeister setzte er Papus (Gérard Analect Encausse) und Charles Détré (Téder) ein. Die vormals dem Spanischen Ritus angeschlossene Loge Humanidad wird zur Mutterloge des französischen Memphis-Misraïm-Ritus erklärt. Der Okkultist Arnoldo Krumm-Heller bekommt von Reuß eine Mexiko-Charta erteilt. Am 7. April 1908 erhält Krumm-Heller von Détré zudem die Bewilligung für ein Supreme Sanctuary (SS) für Chile, Peru und Bolivien (= 33°, 90°, 96°).
Papus’ Zeitschrift L’Initiation  wurde ab 1908 auch „offizielles Organ des Memphis-Misraïm-Ritus“ und damit des O.T.O. in Frankreich. Reuß verband die führenden französischen Martinisten mit dem Memphis-Misraïm-Ritus und richtete in Paris einen „Großen Rat“ des Ritus ein.
Reuß erteilte dem AMORC-Gründer Harvey Spencer Lewis die Patente für die obersten Grade des Memphis-Misraïm-Ritus (33°, 90°, 95°).

### Rudolf Steiner im Memphis-Misraïm-Orden

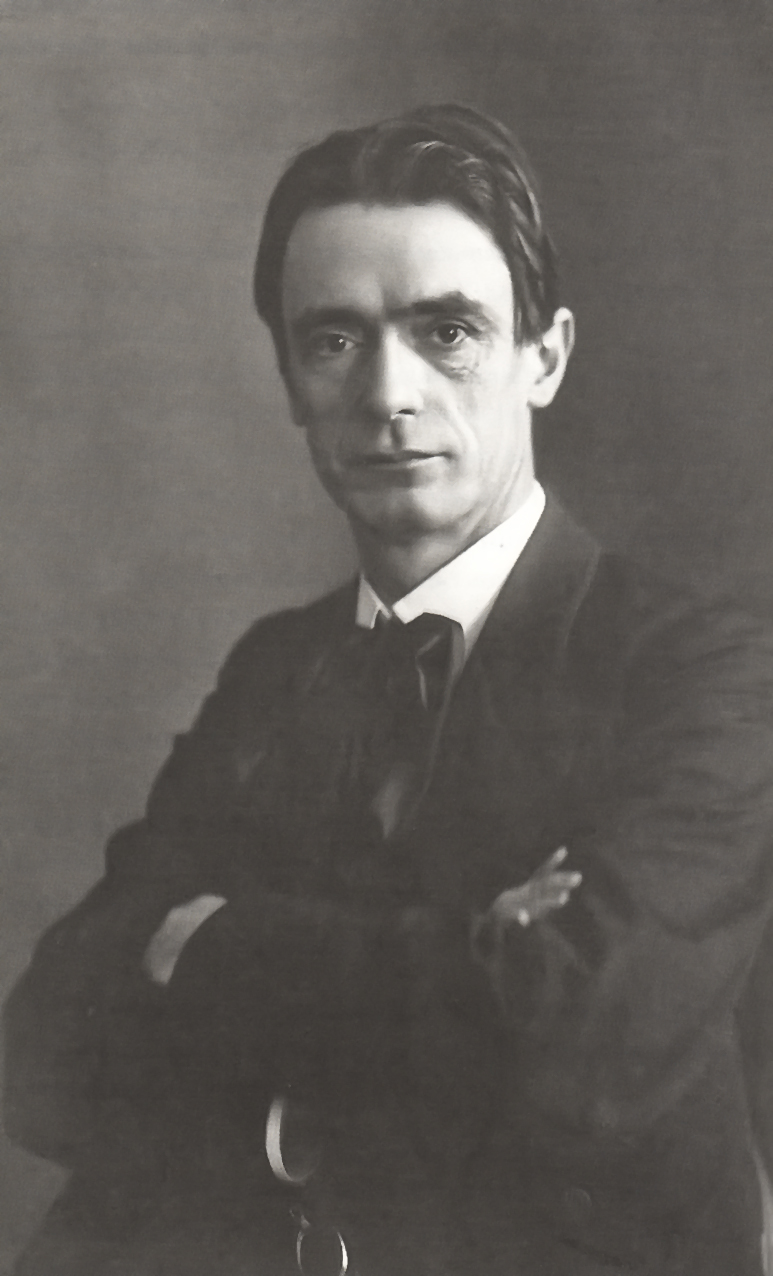
Rudolf Steiner wurde 1905 Mitglied des Memphis-Misraïm-Ritus unter Reuß

In seiner Funktion als Generalsekretär der Theosophischen Gesellschaft (TG) war Rudolf Steiner ab 1904 auch Landesleiter der Esoteric School of Theosophy (ES), des geheimen inneren Schulungskreises der Adyar-TG von Besant. Um eine unabhängige Esoterische Schule aufzubauen, suchte er nach einer Möglichkeit, an das Brauchtum schon bestehender maurerischer Traditionen anzuknüpfen. Dazu schloss sich Steiner am 24. November 1905 dem Orden von Theodor Reuß an und unterschrieb zwei Quittungen à 45 Mark für die Eintrittsgebühren für sich und seine spätere Ehefrau Marie von Sivers. Beide mussten ein Gelöbnis ablegen. 1906 erhielt Steiner von Reuß ein Patent zur Gründung einer O.T.O.-Loge in Berlin. Kurz darauf wurde Steiner Vorsitzender des deutschen Zweiges des Ordo Templi Orientis (O.T.O.). Am 3. Januar 1906 unterzeichnete Steiner einen Vertrag mit Reuß, in dem er zum Präsidenten des Mystischen Tempels und Kapitels Mystika aeterna ernannt wurde und in dem ihm die General-Großmeisterschaft für das Deutsche Reich in Aussicht gestellt wurde, sobald er das hundertste beitragszahlende Mitglied anwirbt. Von Sivers wurde zur General-Großsekretärin für die Adoptionslogen eingesetzt und mit der „Aufnahme von Damen von Stand und Rang mit unabhängigem Einkommen“ beauftragt. In den Folgejahren wurde Steiner für Reuß zu einem Goldesel.
Reuß veröffentlichte 1906 in seinem Periodikum Oriflamme, dass Steiner erlaubt wurde, ein Ordens-Kapitel und einen Großrat der Adoptionsmaurerei (MM) unter dem Namen „Mystica aeterna“ zu gründen und er zum Großmeister mit Jurisdiktion über die von ihm aufgenommenen Schüler ernannt wurde. Die „Mystica aeterna“ bekommt die Funktion der zweiten Abteilung, der so genannten „erkenntniskultischen“, in Steiners Esoterischer Schule. Als sich abzeichnete, dass Steiner mit seiner Gruppierung, auch „Mystika Eterna“ (M.E.) und „Misraim Dienst“ (M.D.) genannt (wobei je nach Kontext damit die Einrichtung oder deren Inhalt bezeichnet wurde) kurzfristig mehr Mitglieder akquiriert haben würde, als sich in Reuß’ Orden befanden, unterteilte Reuß am 10. September 1906 seinen Organisationszweig in drei unabhängige Körperschaften:
1. Oberster Rat des Schottischen, Alten und Angenommen 33°-Ritus für das Deutsche Reich
2. General-Großrat (90°) des ägyptischen Ritus von Misraïm
3. Souveränes Sanktuarium (95°) des Alten und Primitiven Ritus von Memphis.

Laut einer Nachricht der Wiener Freimaurer-Zeitung (Nr. 7/8 1929) bezahlte Steiner 1500 Mark für die am 3. Januar 1906 von Reuß erteilte Gründungs-Charta und seiner Ernennung zum amtierenden Großmeister für das Deutsche Reich.
Rückblickend konstatierte Steiner, dass seine offizielle Position beim Ordo Templi Orientis der eines Kandidaten für die apostolische Nachfolge gleichkam. Er habe lediglich beabsichtigt, die historische Autorität zu übernehmen, um die alten symbolischen und kulturellen Zeremonien durchführen und für sich vereinnahmen zu können, welche uralte Weisheiten in sich trügen. Er wies die Absicht der Zusammenarbeit mit der Gesellschaft Reuß’ von sich.

### Aleister Crowley wird MM-Administrator und Patentverkauf an Tränker

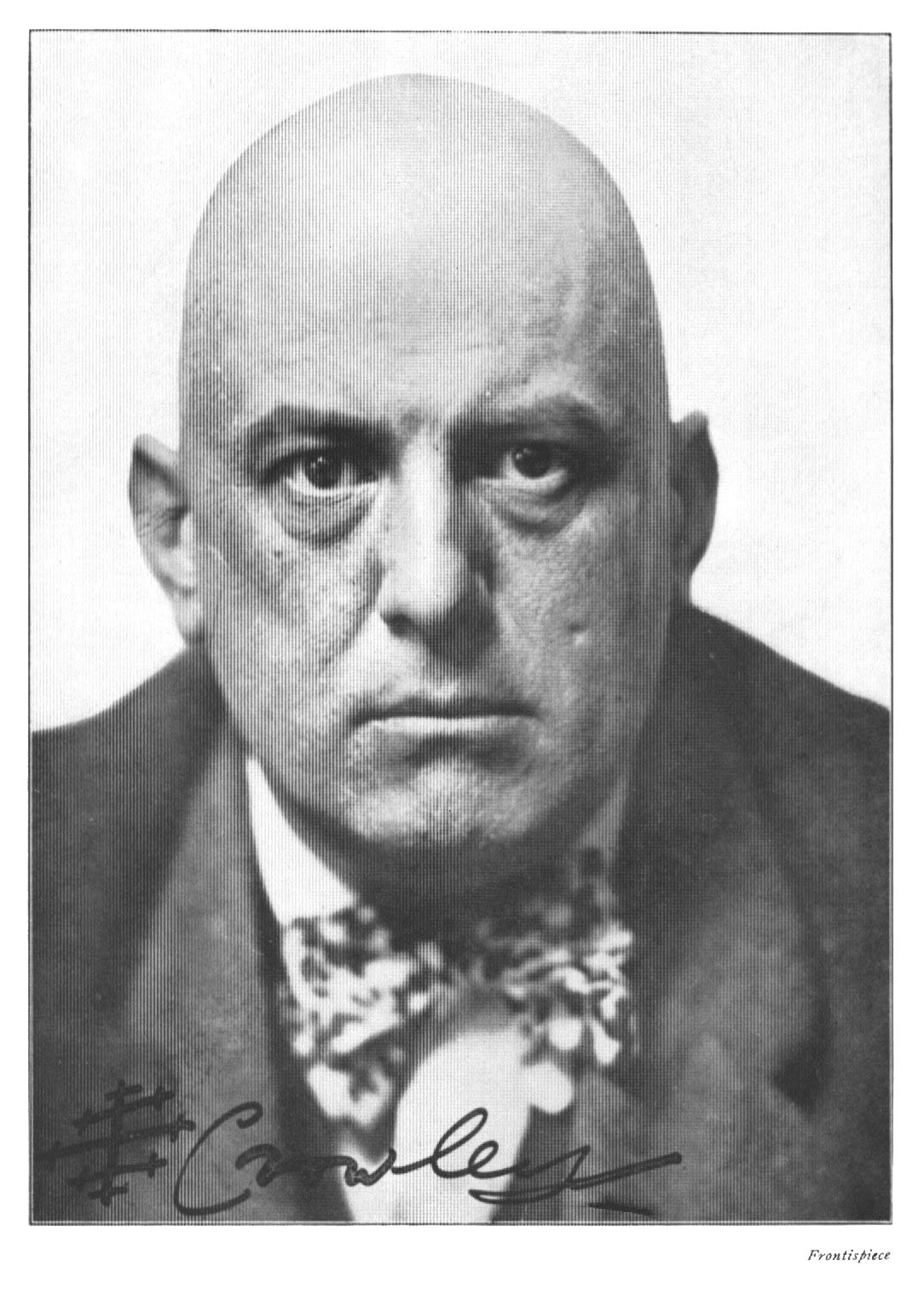
1913 wurde Aleister Crowley Patriarch Grand Administrator des MM.

Am 30. Juni 1913 wurde der englische Okkultist Aleister Crowley von Theodor Reuss, William H. Quilliam, Henry Meyer und ihm selbst zum Patriarch Grand Administrator des Memphis-Misraïm-Ritus gewählt. Später beklagte sich Crowley, dass ihn Yarkers Nachfolger Henry Meyer die ganze Arbeit alleine machen lasse.
1924 verkaufte Reuß’ Witwe das Memphis-Misraïm-Patent für 1000 Schweizer Franken an den Okkultisten Heinrich Tränker.

### Erlöschen und Nachgeschichte
Mit Beginn des Ersten Weltkrieges erloschen die Gründungen von Yarker und Reuß. Nach der Schließung aller Freimaurerlogen 1935 wurde 1936 auch der Misraïm-Ritus von den Nationalsozialisten verboten. Um 1963 kam es in Frankreich, Belgien und Deutschland zu einer Wiederbelebung. Im Wochenmagazin Stern erschien am 27. Oktober 1988 mit dem Artikel „Des Todes würdig“ ein Bericht über einen Mordversuch an einem abtrünnig gewordenen Memphis-Misraïm-Bruder.